# Etylodichloroarsyna
Etylodichloroarsyna – arsenoorganiczny związek chemiczny z grupy arsyn, duszący i parzący bojowy środek trujący zaliczany także do sternitów. Wykazuje również, podobnie jak i inne arsyny, działanie łzawiące. Jest środkiem nietrwałym, szybko działającym i łatwym do odkażania. Ma właściwości fizykochemiczne zbliżone do metylodichloroarsyny i nieco silniejsze właściwości toksyczne.

## Otrzymywanie
Etylodichloroarsynę otrzymuje się przez alkilowanie (ściślej: etylowanie) trichlorku arsenu. Np. etylodichloroarsyna powstaje w reakcji z tetraetyloołowiem (w temperaturze około 100 °C, aby nie dopuścić do powstania dietylochloroarsyny):
Pb(C
2H
5)
4 + 4AsCl
3 → 4C
2H
5AsCl
2 + PbCl
4
Otrzymana mieszanina jest następnie destylowana pod zmniejszonym ciśnieniem, co pozwala uzyskać produkt o czystości ok. 95%. Do dalszego oczyszczania można zastosować destylację frakcyjną.
Innym, czynnikiem stosowanym do etylowania trichlorku arsenu jest dietylortęć, przy czym reakcja ma gwałtowny przebieg:
Hg(C
2H
5)
2 + AsCl
3 → C
2H
5AsCl
2 + C
2H
5HgCl
Reakcja AsCl
3 ze związkiem Grignarda, bromkiem etylomagnezu (C
2H
5MgBr), daje etylodichloroarsynę wraz z dietylochloroarsyną i kwasem podarsenawym (H
3AsO
2). Etylodichloroarsyna powstaje także w reakcji etyloarsyny (C
2H
5AsH
2) z chlorkiem rtęci, cyny, fosforu, arsenu lub antymonu.

## Właściwości
Etylodichloroarsyna to gęsta, ruchliwa, oleista ciecz o zapachu czosnku, wyczuwalnym od stężenia ok. 0,14 ppm, dobrze rozpuszczalna w rozpuszczalnikach organicznych. Łatwo utlenia się, np. tlenem z powietrza lub pod wpływem nadmanganianu potasu, dając mniej toksyczny związek, co może być przydatne w jej unieszkodliwianiu. W wodzie hydrolizuje dając kwas chlorowodorowy i tlenek etyloarsyny, związek także toksyczny i parzący o mdłym zapachu czosnku. Alkalia przyśpieszają hydrolizę.
| Lotność (mg/m³) | Temperatura (°C) | Źródło            |
| --------------- | ---------------- | ----------------- |
| 6500            | 0                | [ 2 ]             |
| 20 000          | 20               | [ 1 ] [ 2 ] [ 6 ] |
| 27 200          | 25               | [ 2 ]             |

Produkt techniczny jest brunatną cieczą i, w dużym rozcieńczeniu, zapachu owocowym. Stosowany może być w postaci par i aerozoli w bombach lotniczych, minach, pociskach artyleryjskich oraz poprzez rozpylanie z samolotów.
Etylodichloroarsynę można ilościowo oznaczyć, podobnie jak metylodichloroarsynę, poprzez ogrzewanie jej z wodą (hydroliza), a następnie zobojętnienie wytworzonego w ten sposób kwasu solnego wobec lakmusu i miareczkowanie mianowanym roztworem jodu w obecności skrobi:
C
2H
5AsO + I
2 + 2H
2O → C
2H
5AsO(OH)
2 + 2HI
Odróżnienie metylo- i etylodichloroarsyny, ze względu na bardzo podobne właściwości i budowę, bywa trudne. Można to zrobić za pomocą roztworu azotanu rtęci. Etylodichloroarsyna daje z tym roztworem biały osad, ciemniejący po chwili, natomiast metylodichloroarsyna – osad ciemnoszary.

## Zagrożenia
Z powodu natychmiastowego działania parzącego i mniejszej trwałości, etylodichloroarsyna uważana jest za środek bardziej skuteczny od iperytu siarkowego. Działa parząco na skórę przy gęstości skażenia 0,1–1,0 mg/cm², przy 2 g/cm² tworzą się pęcherze, zazwyczaj w ciągu 2 do 4 godzin. Pary są drażniące dla oczu, a kontakt ciekłej etylodichloroarsyny powoduje ich ciężkie uszkodzenie. Absorpcja cieczy lub par przez skórę powoduje zatrucie systemowe i może prowadzić do śmierci. Grupa etyloarsenowa może powodować uszkodzenia szpiku kostnego oraz układów trawiennego i hormonalnego.
Inhalacja par powoduje uporczywe kichanie, pieczenie w nosie i gardle, podrażnienie górnych i dolnych dróg oddechowych, a także wymioty. Duże stężenia prowadzą do obrzęku płuc i paraliżu kończyn, mogące skutkować śmiercią. Uszkodzenia płuc są trwałe i mogą przyczyniać się do łatwiejszego rozwoju infekcji i chorób nowotworowych. Etylodichloroarsyna jest drażniąca przy stężeniu 1,5 mg/m³.
- LCt50 3000–5000 mg·min/m³[2][15]
- ICt50 5–10 mg·min/m³[2][15]

## Pierwsza pomoc
W przypadku skażenia skóry lub oczu należy przemywać je dużą ilością wody lub roztworem izotonicznym soli kuchennej; można stosować 0,5% roztwór podchlorynu. W przypadku inhalacji podawać czysty tlen o wilgotności 100%. Nie należy stosować ługów, które, mimo łatwego reagowania z etylodichloroarsyną, wytwarzają toksyczny i parzący tlenek etyloarsyny.

## Historia
Środek ten został otrzymany w 1881 roku przez W. La Coste. Przez Niemcy został wprowadzony pod koniec I wojny światowej – w marcu 1918 roku – jako lotny środek mający być szybciej i krócej działającym od fosgenu i iperytu siarkowego, i jednocześnie którego skutki miały trwać dłużej od fenylodichloroarsyny. Była trzecim i ostatnim związkiem arsenowym wprowadzonym przez Niemcy pomiędzy 1917 a 1918 rokiem. Użyty był jednak niewiele razy prawdopodobnie z powodu wykorzystywanego z powodzeniem w tamtych czasach iperytu siarkowego. Stosowany był także w mieszaninie z błękitnym krzyżem.